# رود دالکی
رود دالِکی از رودهای جاری در استان فارس و استان بوشهر است. جغرافی‌نویسان در گذشته، رود دالکی را به نام رود اَخشین نیز نامیده‌اند. دالکی یک رود دائمی به طول ۲۲۵ کیلومتر با دبی کم و شیب متوسط ۸ درصد است. این رود که حوزه آبریز آن حله است در مسیر کلی خود که به سمت جنوب غربی است، از شهرستان‌های کازرون، دشتستان و بوشهر در استان‌های فارس و بوشهر و شهر دالکی عبور می‌کند.

## پل مشیر
در سال ۱۲۸۶ ه‍.ق ابوالحسن خان مشیرالملک شیرازی پل معتبری از سنگ و ساروج در چند کیلومتری شمال شرقی دالکی بر روی این رودخانه احداث کرد که در ابتدا محل عبور و مرور قافله‌ها و سپس اتومبیل‌ها بود.

## مشخصات
دالکی از ارتفاعات بین دریاچه پریشان و دشت ارژن در غرب شیراز سرچشمه می‌گیرد و پس از عبور از شهرستان کازرون و دریافت آب رودخانه‌های سرخون و شیرین‌رود به جانب جنوب غربی جریان می‌یابد و وارد دشتستان می‌شود و در نهایت به تالاب حله سرریز می‌شود.
رود دالکی پس از مشروب نمودن اراضی وحدتیه و سرقنات و شهر دالکی به جریان خود ادامه داده و پس از وارد شدن آب چشمه‌های گوگردی که از کوه‌های مجاور آن سرچشمه گرفته و به آن سرازیر می‌شود در جنوب شرقی شهر آب‌پخش به رودخانه شاپور متصل شده و در نزدیکی روستایی به نام «رمله» به خلیج فارس می‌ریزد. این رود با توجه به شهر دالکی به رود دالکی شهرت دارد ولی پس از دریافت آب شاهپور، حله نامیده می‌شود. رود دالکی در مناطق کوهستانی پر تلاطم ولی در ناحیه هموار دشتستان نسبتاً آرام است. آب آن به علت گذشتن از اراضی نمکی مایل به شوری است.
وسعت حوزه آبریز این رودخانه ۱۹۰٫۵ کیلومتر مربع است. میزان آبدهی آن به وسیله ایستگاه دالکی اندازه‌گیری می‌شود. به موجب آمار به دست آمده میانگین ۲۰ ساله آبدهی این رودخانه ۴۱۶ میلیون مترمکعب و دبی سیلابی آن با تناوب ۱۰۰ ساله ۵۴۰٫۲ مترمکعب در ثانیه است.

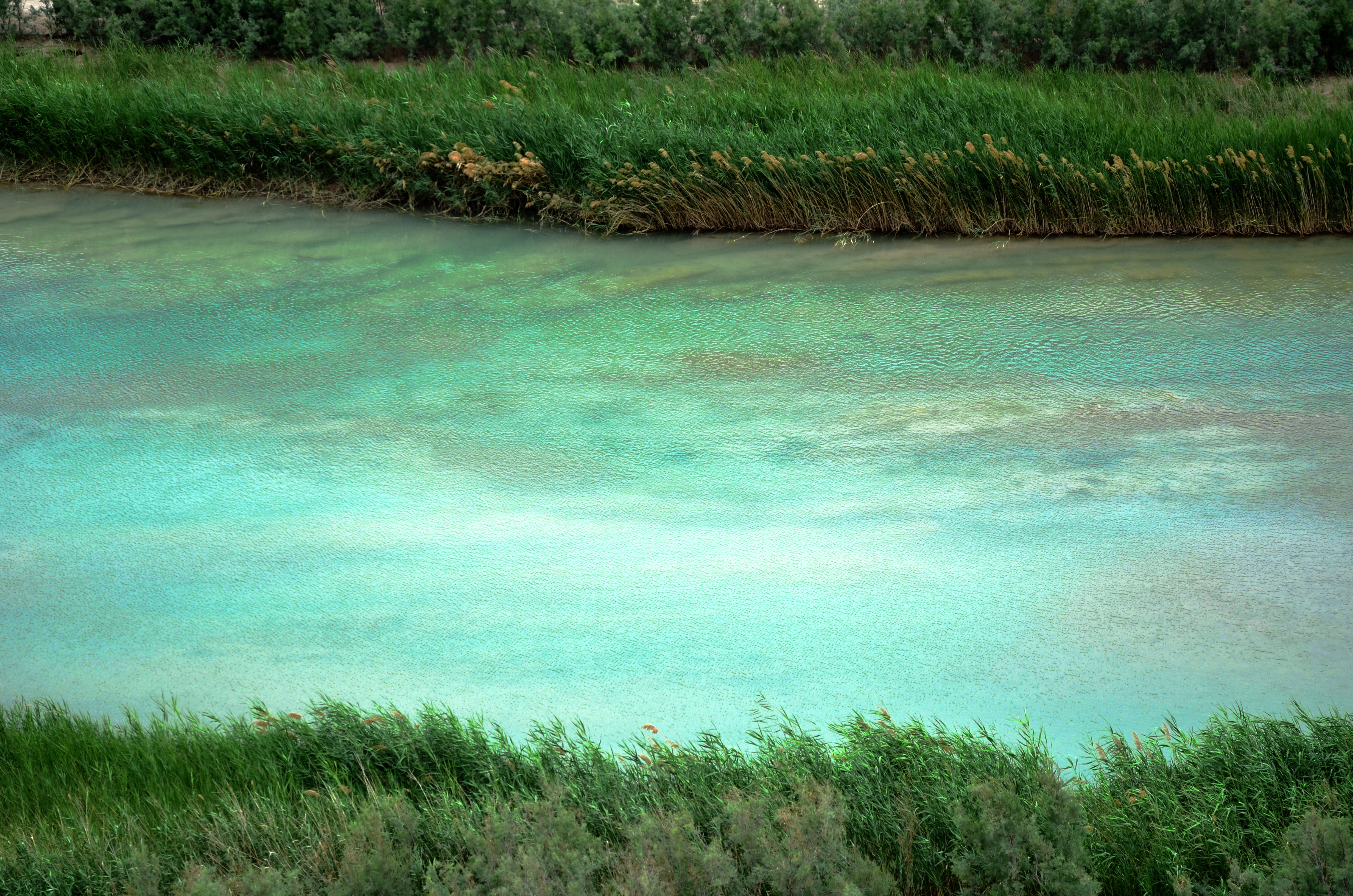
رود دالکی
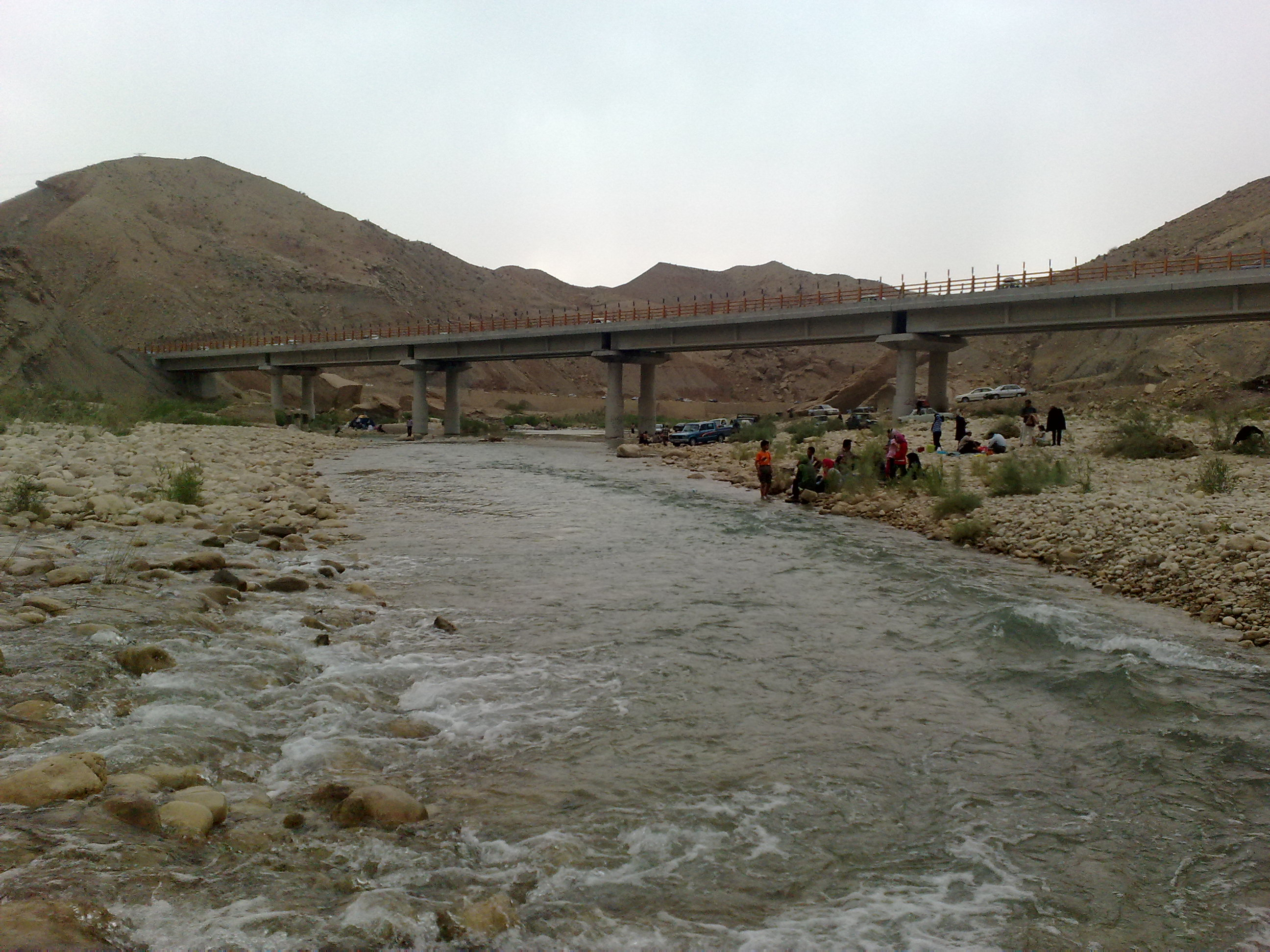
پلی بر دالکی
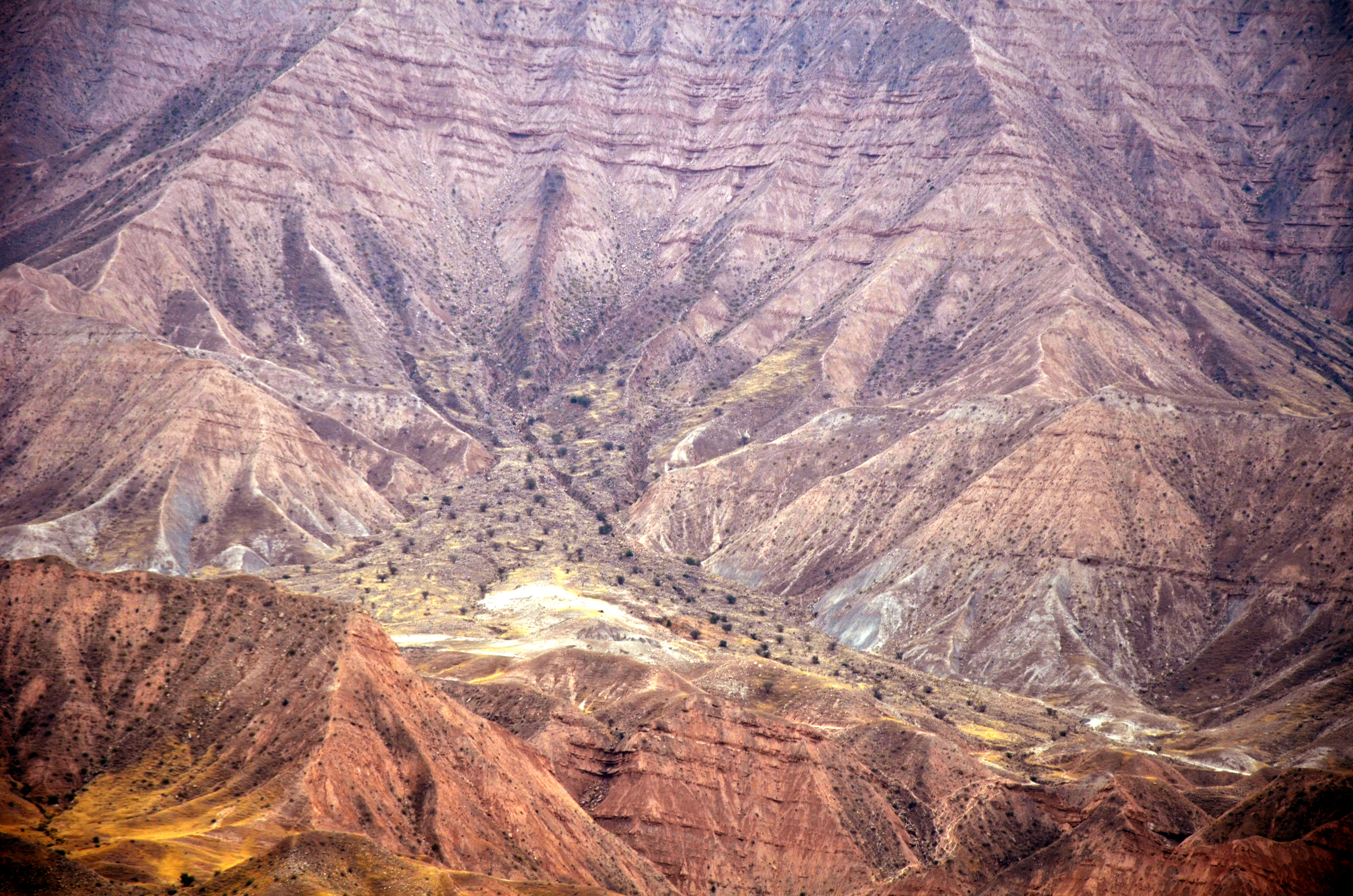
دره دالکی